# Канівцеве
Канівцеве — селище в Україні, у Великобурлуцькій селищній громаді Куп'янського району Харківської області. Населення становить 218 осіб. До 2018 орган місцевого самоврядування — Великобурлуцька селищна рада.

## Географія
Селище Канівцеве знаходиться за 4 км від річки Великий Бурлук, за 3 км розташовується село Шиповате. На відстані 4 км знаходиться залізнична станція Березник. В селі кілька загат. Поруч проходить автомобільна дорога Т 2115. У селі бере початок Балка Канівчева.

## Історія
12 червня 2020 року, відповідно до розпорядження Кабінету Міністрів України № 725-р «Про визначення адміністративних центрів та затвердження територій територіальних громад Харківської області», увійшло до складу Великобурлуцької селищної громади.
19 липня 2020 року, в результаті адміністративно-територіальної реформи та ліквідації Великобурлуцького району, селище увійшло до складу Куп'янського району Харківської області.
Російська окупація села почалася 24 лютого 2022 року.
11 вересня 2022 року воїни Збройних Сил України в ході Харківської контрнаступальної операції звільнили від російських окупантів населені пункти Великобурлуцької селищної територіальної громади.

## Топоніміка
- вул. Центральна.
- вул. Шевченка.
- вул. Лебедина.
- вул. Польова.
- пров. Лебединий.